# Iglesia del Carmen (Gerona)
La iglesia de la Virgen del Carmen es un templo parroquial situado en la cuesta de San Martín de la ciudad española de Gerona que data del siglo XVII. 

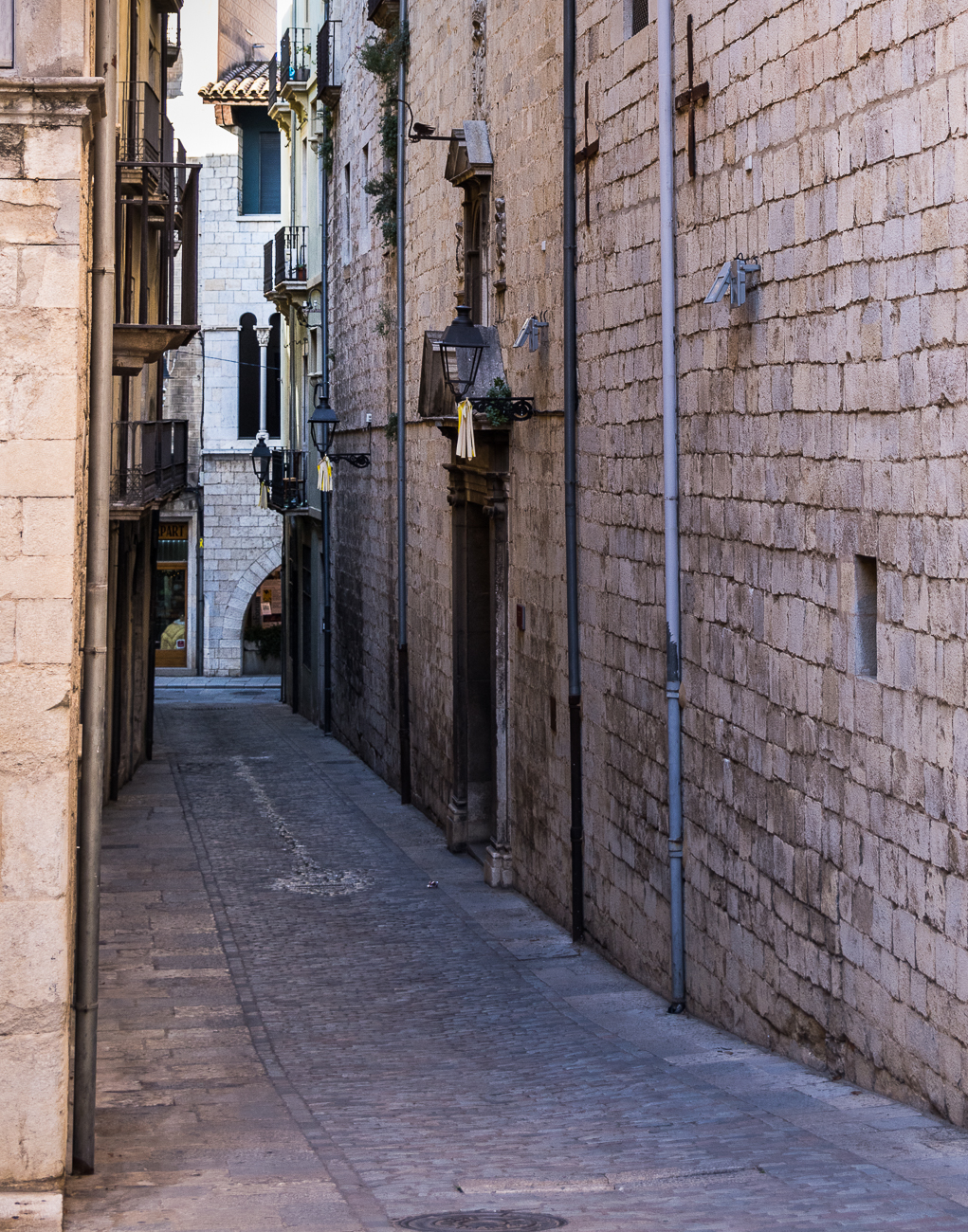
Tramo inicial de la cuesta de San Martín donde se encuentra la entrada a la iglesia del Carmen

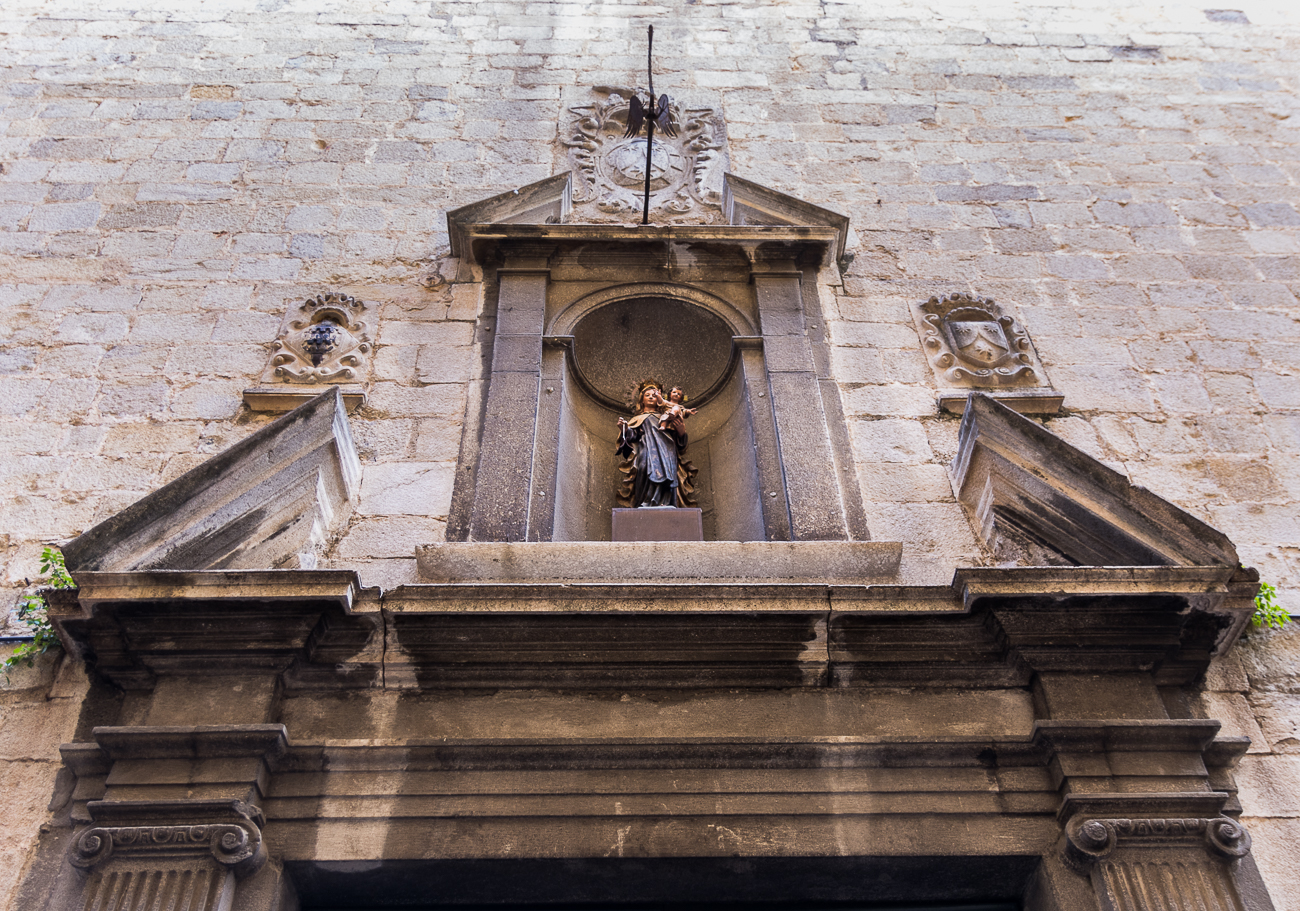
Parte superior de la portalada barroca que muestra el entablamento fileteado, un frontón triangular truncado con un ventanal intercalado, una hornacina con la imagen de la virgen del Carmen y los escudos de Gerona (izquierda) y de la orden del Carmelo (centro y derecha)

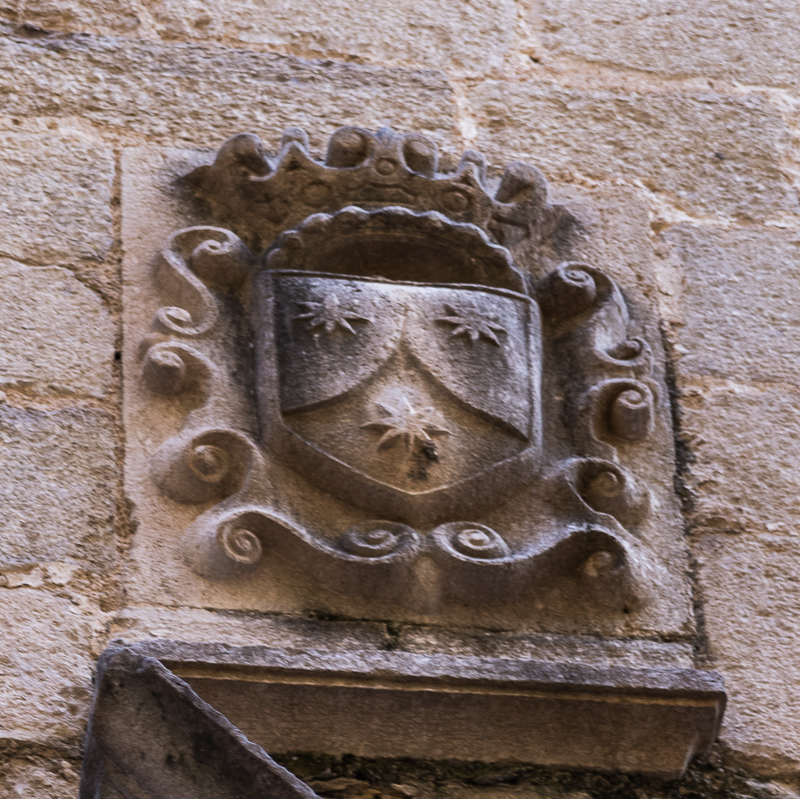
Detalle del escudo de la orden del Carmelo. En el centro, la montaña cuya cima se proyecta hacia el cielo. La estrella inferior representa a los carmelitas en camino hacia la cima y las otras dos estrellas superiores representan a los carmelitas que han terminado su peregrinación y "han culminado la santa montaña"

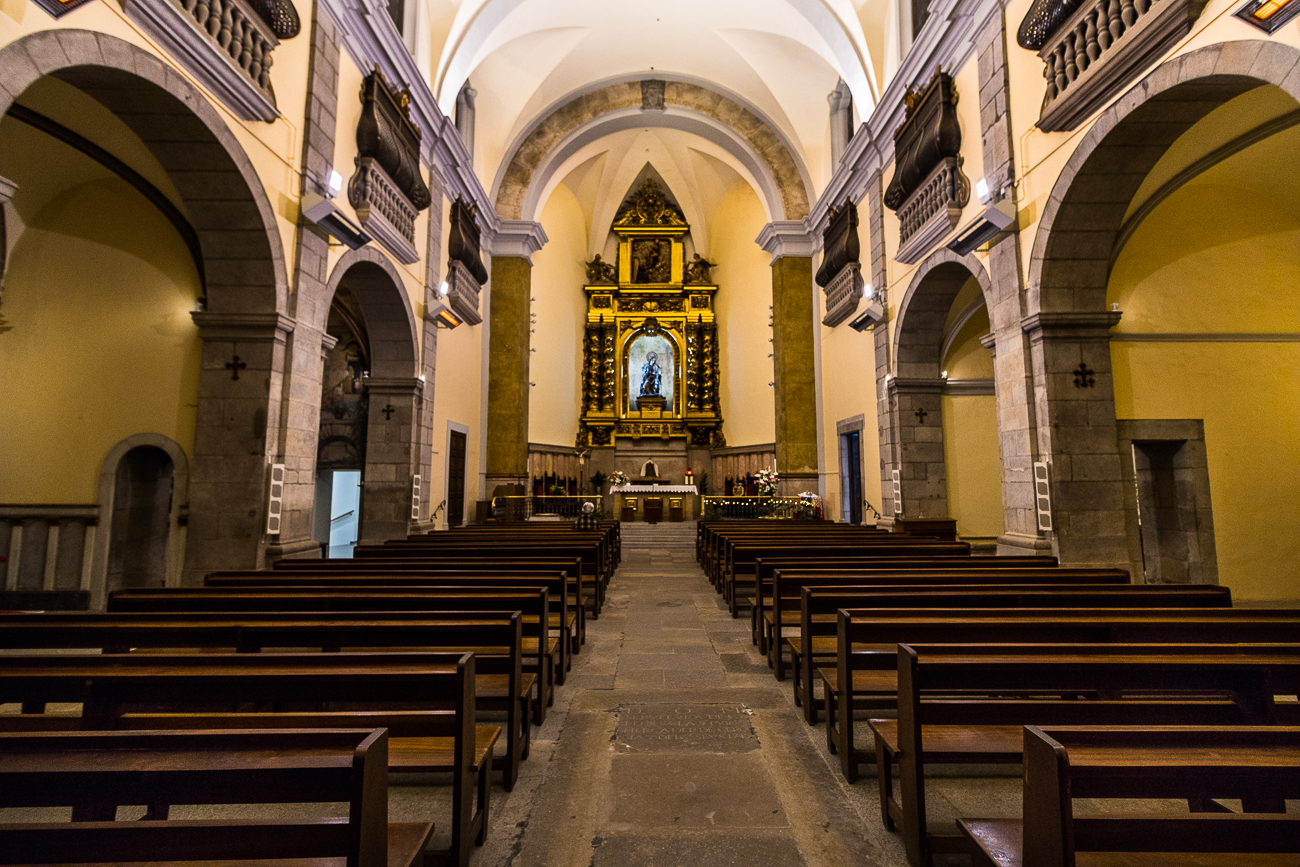
Interior

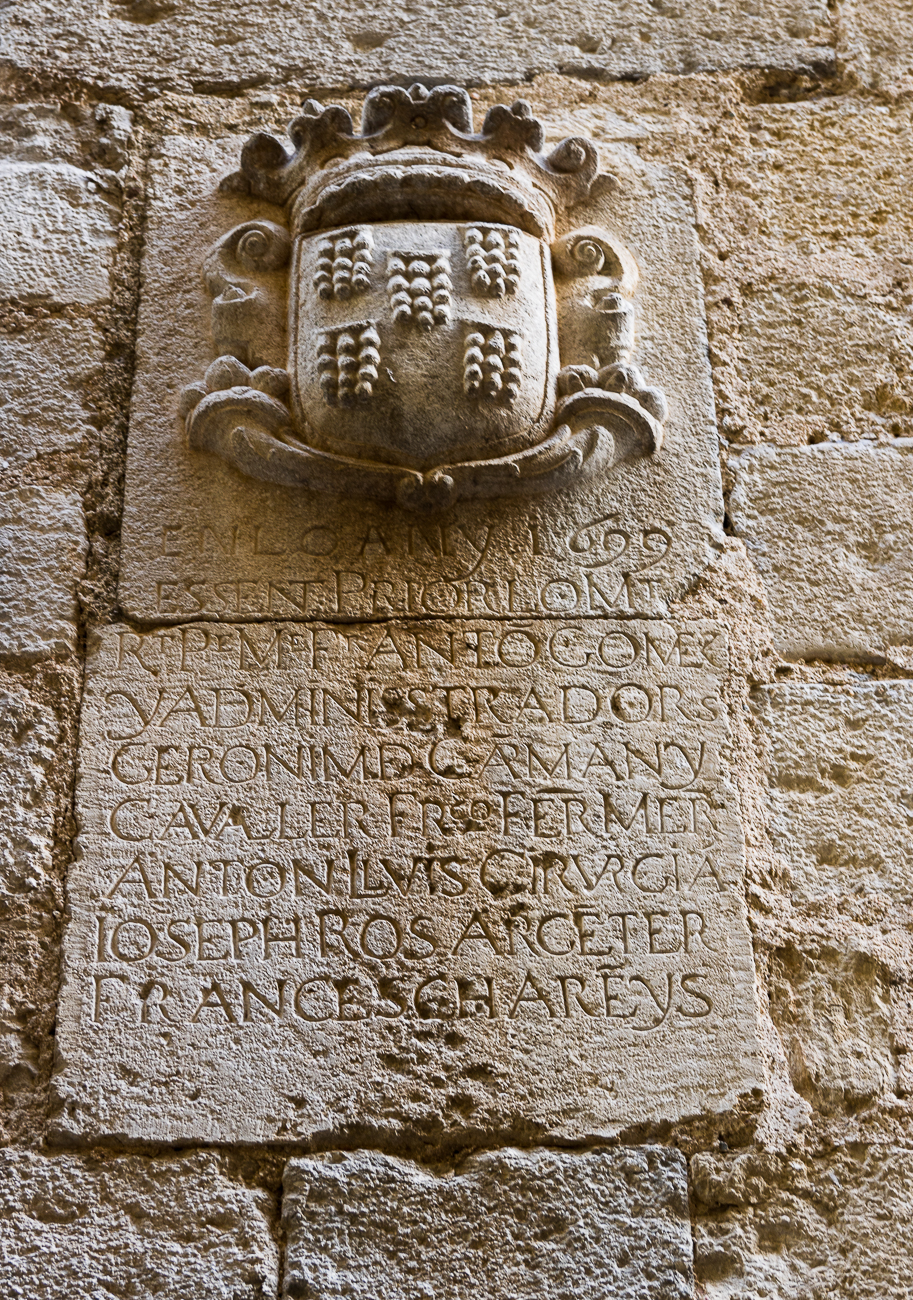
Lápida en la fachada de la iglesia con el siguiente texto: "En lo any 1699 essent prior lo Mt Rt Pe Me Fr Anton Gomes y administradors Geroni de Campmany Cavaller, Fco Fer Met, Anton Lluis Cirugía, Joseph Ros Argenter, Francesch Arenys"

## Descripción
La iglesia se construyó aprovechando un edificio anterior, lo que le confiere una cierta sigularidad en la forma en la que se inserta en la trama urbana de Gerona. El edificio es de estilo grecolatino algo abarrocado. Destinada a servir a una comunidad, el presbiterio era muy extenso que, juntamente con las capillas, estaban cerradas por verjas de hierro. La nave central tiene cuatro tramos cubiertos con bóveda de crucería. En el piso hay diversas sepulturas, algunas con escudos nobiliarios. La bóveda tiene 15,5 m de altura con lunetos decorados con vidrieras. Tiene una torre - campanario.
Una vez en su interior, y a ambos lados de la entrada, se encuentran las capillas del Pilar y de la Purísima Sangre. Las pequeñas capillas del lado del evangelio tienen retablos dedicados a San Antonio de Padua, la Inmaculada Concepción y los santos Cosme y Damián. 

## Historia
Las primeras fundaciones monásticas que se instalaron en la ciudad de Gerona fueron benedictinas. Del año 988 data el monasterio masculino de San Pedro de Galligans; del año 1020 data el monasterio femenino de San Daniel y de finales del siglo XI el monasterio de agustinos de San Martín Sacosta. Los tres se construyeron fuera del recinto amurallado de la ciudad.
A partir del siglo XIII fueron llegando las órdenes mendicantes. Así, hacia el año 1231 se inició la construcción del convento de San Francisco y por los mismos años, el convento de la Merced. Hacia mediados de siglo se instaló el convento de Santo Domingo. 
La llegada de los primeros monjes carmelitas está documentada hacia el año 1292 y su primer convento se situó en una casa particular de la ciudad. Pero ya al año siguiente se trasladaron fuera de las murallas, cerca de la actual plaza de Cataluña, al comienzo de la calle del Carmen, donde construyeron un convento.
El convento se fue integrando en la vida de la ciudad. Así, en la epidemia de peste del año 1650 el convento sirvió de hospital y acogió algunos enfermos mientras los frailes se vieron obligados a trasladarse a la casa de los Sarriera, la llamada casa Solterra situada en la calle Ciudadanos, dentro de la ciudad. 
Los frailes volvieron al convento en 1651 pero la ubicación exterior a la ciudad amurallada lo hizo un lugar vulnerable especialmente a las recurrentes invasiones de las tropas francesas, como ya había ocurrido en los episodios de la Guerra Civil Catalana (1462-1472) y la más cercana Guerra de los Segadores (1640-1652). Precisamente al final de esta última guerra, los frailes tuvieron que volver a abandonar el convento y refugiarse en la capilla de San Nicolás, cedida temporalmente por los monjes de San Pedro de Galligans.
Después de la guerra el convento quedó prácticamnte arruinado y las autoridades militares decidieron su derribo completo, por una parte, para evitar que las tropas invasoras pudieran volver a utilizarlo como base para atacar la ciudad y, por otra parte, para aprovechar sus sillares en la construcción de nuevos elementos para la defensa de la Gerona. Las autoridades municipales ofrecieron a la orden el palacio de Josep de Margarit i de Biure, jefe de las milicias de la Generalidad de Cataluña y opositor al rey Felipe IV.  Al haber sido nombrado Gobernador de Cataluña por el rey Luis XIV de Francia, se le requisaron los bienes una vez finalizada la guerra. Dicho palacio se encontraba en la calle Ciudadanos, nombre que recibía en Cataluña la calle donde se instalaban los nobles y la aristocracia urbana bajo la expresión de ciudadanos honrados.
El segundo convento e iglesia que construyeron los carmelitas en Gerona eran más sencillos que los destruidos. Aprovecharon la casa palacio gótica descrita utilizando los usos arquitectónicos del siglo XVII. Resultó un edificio de gran austeridad y sobriedad formal, solamente alteradas por diferentes escudos de la orden esculpidos en los muros. Los frailes se instalaron en el nuevo edificio en 1691. En aquella época, y tal vez debido a las inestabilidades sufridas, el número de religiosos de la casa era reducido: siete frailes en 1657, doce en 1680, catorce en 1686 y diez en 1700. En el año 1787 la comunidad estaba formada por veintidós cuatro personas: diecisiete religiosos profesos, un novicio, tres legos, un criado y dos niños.
El convento se finalizó en 1691 y la construcción de la iglesia se retrasó, acabándose en 1726. Desde entonces los carmelitas se integraron en la vida civil y religiosa de Gerona hasta el año 1835, cuando tuvo lugar la Desamortización que supuso su exclaustración.
Entre los elementos de mayor valor artístico de la nueva iglesia destacaban el retablo mayor, obra barroca del escultor gerundense Josep Barnoia y un órgano, construido por el maestro Josep Buscà, de Barcelona.
Con la Desamortización los edificios del convento pasaron a pertenecer al Estado, que los destinó a sede del Gobierno Civil de Gerona. Desde 1958 albergan las dependencias y oficinas de la Diputación Provincial de Gerona. La iglesia se adscribió a la parroquia de la catedral de Santa María.
En el verano de 1936, y en el marco de los hechos de la Guerra Civil Española y la Revolución Social Española, la iglesia fue objeto de destrozos y saqueo, como otras iglesias de Gerona, por parte de las milicias que se constituyeron después del 18 de julio. Se le dieron otros usos no religiosos y se alteró su interior. Así, se quitaron las rejas y el presbiterio y las capillas fueron rebajadas, en su pavimento, al nivel del piso de la nave. Entre las pérdidas que sufrió se debe contar el retablo barroco, probablemente quemado, y las verjas de hierro que cerraban el presbiterio y las capillas. 
Finalizada la Guerra Civil se recuperó poco después el culto y se realizaron obras de reconstrucción y embellecimiento gracias al interés del párroco José Gironella secundado por la Junta de Obra de dicha iglesia. En la restauración se procuró adoptar una cierta unidad de estilo predominando el barroco anterior a los destrozos que sufrió. Se rehicieron las tribunas laterales, se construyó el ara del altar y arrimaderos en el presbiterio en mármol y de tonalidades grises y ocres con representaciones de la Virgen y de los Evangelistas, agrandándose considerablemente, para instalar dichas vidrieras, los pequeños ventanales que antes existían. El antiguo altar, destruido durante la guerra, era de gran valor artístico, de un barroco muy exornado y dorado con oro fino. En 1953 fue inaugurado solemnemente el nuevo altar construido en los talleres de los padres Salesianos de Sarriá (Barcelona), también de estilo abarrocado. 
Actualmente continua formando parte de la parroquia de la Catedral de Gerona y es la sede de la Archicofradía de la Purísima Sangre de Nuestro Señor Jesucristo, fundada en la capilla de San Miguel de esta iglesia en el año 1568, la más antigua de las que existen en Gerona